# Lepadella ovalis
Lepadella ovalis är en hjuldjursart som först beskrevs av Müller 1786.  Lepadella ovalis ingår i släktet Lepadella och familjen Lepadellidae. Arten är reproducerande i Sverige. Inga underarter finns listade i Catalogue of Life.